# Legenda Nezha
Legenda Nezha (chiń. 哪吒传奇; pinyin Nézhā Chuánqí, 2003) – chiński serial animowany. Emitowany w Polsce na kanale TVP1 od 4 lipca 2008 do 20 sierpnia 2009 roku.

## Fabuła
Fabuła serialu jest luźno oparta na motywach zaczerpniętych z mitologii chińskiej, zwłaszcza tytułowej postaci Nezha.
Serial animowany opowiadający chińską legendę o łaknącym przygód chłopcu imieniem Nezha. Jego życie od samego początku jest bardzo tajemnicze. Już w momencie narodzin otrzymał on dar w postaci nieograniczonej siły. To pozwala mu na skuteczną walkę ze złem, któremu może odważnie stawić czoło.

## Wersja polska
Wersja polska: TVP Agencja Filmowa 

Reżyseria: Dorota Kawęcka

Tłumaczenie i dialogi: Hanna Górecka

Dźwięk i montaż: Jakub Milencki

Teksty piosenek: Wiesława Sujkowska

Opracowanie muzyczne: Piotr Gogol

Kierownictwo produkcji:
- Monika Wojtysiak (odc. 1-13, 23-25, 27-28),
- Anna Jaroch (odc. 16)

Wystąpili:
- Ryszard Olesiński – Shegongbao
- Anna Gajewska – Yin
- Jacek Kopczyński – Li Jing
- Brygida Turowska –
  - Shiji,
  - Trzask
- Aleksandra Rojewska – Nezha
- Zbigniew Konopka – Król Zhou
- Włodzimierz Bednarski – Mistrz Wen
- Stefan Knothe –
  - Dziadek Nezha,
  - Mistrz Thaiyi (odc. 21, 23)
- Cynthia Kaszyńska – Siostra Białej Lisicy
- Hanna Kinder-Kiss
- Katarzyna Tatarak
- Jolanta Wilk – Biała Lisica / Daji
- Artur Pontek – Świnkomiś
- Joanna Pach – Córka Smoka
- Robert Tondera –
  - Trzeci Książę,
  - Posłaniec (odc. 23)
- Tomasz Marzecki – Król Smok (odc. 13)
- Dariusz Błażejewski
- Janusz Zadura
- Włodzimierz Press – Mistrz Thaiyi (odc. 16, 28)
- Michał Konarski –
  - Kuafu,
  - Erlang Shen
- Marcin Hycnar – Jifa
- Krzysztof Mielańczuk
- Iwona Rulewicz – Pani Noi
- Ryszard Nawrocki
- Rafał Walentowicz
- Joanna Węgrzynowska
- Cezary Kwieciński
- Mieczysław Morański
- Janusz Wituch
- Paweł Szczesny – Gonggong
- Marta Gajko – Nimfa Górska
- Zbigniew Kozłowski – Smokowąsy Tygrys
- Andrzej Gawroński – Chiang Za
- Katarzyna Łaska
- Wojciech Machnicki
- Adam Bauman
- Cezary Nowak
- Beata Jankowska-Tzimas

i inni
Śpiewali: Michał Rudaś i Katarzyna Łaska

## Spis odcinków
| Premiera odcinka | N/o | Polski tytuł                              | Chiński tytuł                        |
| ---------------- | --- | ----------------------------------------- | ------------------------------------ |
|                  |     |                                           |                                      |
| SERIA PIERWSZA   |     |                                           |                                      |
|                  |     |                                           |                                      |
| 04.07.2008       | 01  | Narodziny Nezha                           | 哪吒出世, Nézhā Chūshì               |
|                  |     |                                           |                                      |
| 11.07.2008       | 02  | Niezwykłe dziecko                         | 这个孩子不一般, Zhège Háizi Bù Yībān |
|                  |     |                                           |                                      |
| 18.07.2008       | 03  | Klęska wywołana przez Shiji               | 石矶降灾, Shíjī Jiàng Zāi            |
|                  |     |                                           |                                      |
| 25.07.2008       | 04  | Łuk Xuan Yuan                             | 轩辕箭, Xuānyuán Jiàn                |
|                  |     |                                           |                                      |
| 01.08.2008       | 05  | Klęska Wielkiego Czarownika               | 痛打大国师, Tòngdǎ Dàguó Shī         |
|                  |     |                                           |                                      |
| 08.08.2008       | 06  | Kłopoty Hun Tian Linga                    | 天绫的风波, Tiān Líng De Fēngbō      |
|                  |     |                                           |                                      |
| 22.08.2008       | 07  | Tajemnicze Morze                          | 神秘大海, Shénmì Dàhǎi               |
|                  |     |                                           |                                      |
| 29.08.2008       | 08  | Konspiracja Shiji                         | 石矶的阴谋, Shíjī de yīnmóu          |
|                  |     |                                           |                                      |
| 02.09.2008       | 09  | Niesłuszne oskarżenie                     | 哪吒蒙冤, Nézhā méngyuān             |
|                  |     |                                           |                                      |
| 09.09.2008       | 10  | Walka na dnie morza                       | 海底大战, Hǎidǐ Dàzhàn               |
|                  |     |                                           |                                      |
| 16.09.2008       | 11  | Poważne kłopoty                           | 祸上加祸, Huò Shàng Jiā Huò          |
|                  |     |                                           |                                      |
| 23.09.2008       | 12  | Powódź w Chen Tang                        | 水淹陈塘关, Shuǐ Yān Chén Táng Guān  |
|                  |     |                                           |                                      |
| 30.09.2008       | 13  | Desperacki czyn Nezha                     | 哪吒自刎, Nézhā Zìwěn                |
|                  |     |                                           |                                      |
| 07.10.2008       | 14  | Moc Shiji                                 | 石矶更强大了, Shíjī Gèng Qiángdàle   |
|                  |     |                                           |                                      |
| 14.10.2008       | 15  | Walka na Szkieletowym Wzgórzu             | 大战骷髅山, Dàzhàn Kūlóu Shān        |
|                  |     |                                           |                                      |
| 21.10.2008       | 16  | Magiczna wieża                            | 玲珑宝塔, Línglóng Bǎotǎ             |
|                  |     |                                           |                                      |
| 28.10.2008       | 17  | Bajeczna wyspa i chińska budowla          | 仙岛与鹿台, Xiān Dǎo Yǔ Lù Tái       |
|                  |     |                                           |                                      |
| 04.11.2008       | 18  | Goście z Xi Qi                            | 西歧来客, Xī Qí Láikè                |
|                  |     |                                           |                                      |
| 18.11.2008       | 19  | Cudowne Feniksy                           | 双凤救主, Shuāng Fèng Jiùzhǔ         |
|                  |     |                                           |                                      |
| 25.11.2008       | 20  | Niezachodzące Słońce                      | 不落的太阳, Bù Luò De Tàiyáng        |
|                  |     |                                           |                                      |
| 02.12.2008       | 21  | Walka gigantów                            | 巨人之战, Jùrén Zhīzhàn              |
|                  |     |                                           |                                      |
| 09.12.2008       | 22  | Uwięzieni w podziemnej rzece              | 关进地下河, Guānjìn Dìxià Hé         |
|                  |     |                                           |                                      |
| 16.12.2008       | 23  | Niespodziewane wyjście z trudnej sytuacji | 绝处逢生, Jué Chù Féng Shēng         |
|                  |     |                                           |                                      |
| 23.12.2008       | 24  | Dziwni partnerzy                          | 奇怪的伙伴, Qíguài De Huǒbàn         |
|                  |     |                                           |                                      |
| 30.12.2008       | 25  | Rodzicielska miłość                       | 父母情深, Fùmǔ Qíng Shēn             |
|                  |     |                                           |                                      |
| 23.06.2009       | 26  | Delikatna i niebezpieczna sytuacja        | 千钧一发, Qiānjūnyīfà                |
|                  |     |                                           |                                      |
| SERIA DRUGA      |     |                                           |                                      |
|                  |     |                                           |                                      |
| 24.06.2009       | 27  | Początek końca                            | 浩劫降临, Hàojié Jiànglín            |
|                  |     |                                           |                                      |
| 25.06.2009       | 28  | Jadeitowy kamień Pangu                    | 盘古玉石, Pángǔ yùshí                |
|                  |     |                                           |                                      |
| 30.06.2009       | 29  | Yang Jin kradnie Skarb                    | 杨戬盗宝, Yángjiǎn Dào Bǎo           |
|                  |     |                                           |                                      |
| 01.07.2009       | 30  | Wzajemna troska                           | 惺惺相惜, Xīngxīngxiāngxī            |
|                  |     |                                           |                                      |
| 02.07.2009       | 31  | Zamarzający Qishan                        | 冰冻岐山, Bīngdòng Qíshān            |
|                  |     |                                           |                                      |
| 07.07.2009       | 32  | Wspólni wrogowie                          | 共同的敌人, Gòngtóng De Dírén        |
|                  |     |                                           |                                      |
| 08.07.2009       | 33  | Słaba Woda                                | 炎山弱水, Yán shān ruò shuǐ          |
|                  |     |                                           |                                      |
| 09.07.2009       | 34  | Dolina Marzeń                             | 梦想之谷, Mèngxiǎng Zhīgǔ            |
|                  |     |                                           |                                      |
| 14.07.2009       | 35  | Moc Szczęścia                             | 快乐的力量, Kuàilè de Lìliàng        |
|                  |     |                                           |                                      |
| 15.07.2009       | 36  | Koła Wietrznego Ognia                     | 风火轮, Fēng Huǒ Lún                 |
|                  |     |                                           |                                      |
| 16.07.2009       | 37  | Cztery Duchy                              | 魑魅魍魉, Chīmèi Wǎngliǎng           |
|                  |     |                                           |                                      |
| 21.07.2009       | 38  | Pastorał Skorpiona                        | 毒蝎魔杖, Dúxiē Mózhàng              |
|                  |     |                                           |                                      |
| 22.07.2009       | 39  | Zaćmienie Księżyca                        | 月蚀之夜, Yuè shí zhīyè              |
|                  |     |                                           |                                      |
| 23.07.2009       | 40  | Hołd dla generałów w Jintai               | 金台拜将, Jīntái Bài Jiàng           |
|                  |     |                                           |                                      |
| 28.07.2009       | 41  | Uczciwy interes                           | 公平交易, Gōngpíng Jiāoyì            |
|                  |     |                                           |                                      |
| 29.07.2009       | 42  | Plan B                                    | 将计就计, Jiāngjìjiùjì               |
|                  |     |                                           |                                      |
| 30.07.2009       | 43  | Czterej Bracia                            | 魔家四兄弟, Mó Jiā Sì Xiōngdì        |
|                  |     |                                           |                                      |
| 04.08.2009       | 44  | Poczwórny Wachlarz                        | 天极四星阵, Tiānjí Sì Xīng Zhèn      |
|                  |     |                                           |                                      |
| 05.08.2009       | 45  | Zjawa z lustra                            | 镜中魔影, Jìng Zhōng Mó Yǐng         |
|                  |     |                                           |                                      |
| 06.08.2009       | 46  | Król Wu przekracza Żółtą Rzekę            | 武王过黄河, Wǔwángguò Huánghé        |
|                  |     |                                           |                                      |
| 11.08.2009       | 47  | Prawość przede wszystkim                  | 信义无价, Xìnyì Wú Jià               |
|                  |     |                                           |                                      |
| 12.08.2009       | 48  | Decydująca bitwa o Chaoge                 | 决战朝歌, Juézhàn Cháogē             |
|                  |     |                                           |                                      |
| 13.08.2009       | 49  | Atak na Shiji                             | 纣灭商亡, Zhòu miè Shāngwáng         |
|                  |     |                                           |                                      |
| 18.08.2009       | 50  | Koronacja Króla Wu                        | 武王登基, Wǔwáng Dēngjī              |
|                  |     |                                           |                                      |
| 19.08.2009       | 51  | Niebezpieczny Magiczny Kamień             | 黑暗不可怕, Hēiàn Bù Kěpà            |
|                  |     |                                           |                                      |
| 20.08.2009       | 52  | Wielki ludzki świat                       | 人间大道, Rénjiān Dàdào              |
|                  |     |                                           |                                      |

## Opisy odcinków
- Niezwykłe dziecko

Shegongbao tłumaczy się Królowi Zhou dlaczego nie zniszczył złego ducha i prosi o stu silnych wojowników, bo tylu obiecał dostarczyć bogini Shiji. W Chentang mały Nezha daje się poznać jako niezwykle urocze i ruchliwe dziecko sprawiające wiele kłopotów. Jego ojciec, Li Jing wyrusza na wojnę prowadzoną przez króla Zhou z jego przeciwnikiem Jichangiem. Sroga zima utrudnia prowadzenie kampanii. Shengongbao przyrzeka królowi zmienić zimę w lato, co realizuje z pomocą Shiji, wzmocnionej dzięki wchłonięciu sił stu wojowników. Nagle, ocieplenie powoduje gwałtowną powódź w rejonie Chentang. Jichang wpada w ręce żołnierzy króla Zhou.
- Klęska wywołana przez Shiji

Pomagając ludziom w czasie powodzi, Nezha poznaje Córkę Smoka. Zostają przyjaciółmi. Gwałtowne ocieplenie kończy się równie szybko, jak się zaczęło, a wody zalewające region z powrotem zamarzają. Wzmocniona Shiji przybiera ludzką postać. O tym samym marzy Biała Lisica zakochana w królu Zhou. Nezha w zabawie z braćmi ujawnia niezwykłe zdolności i ogromną siłę.
- Łuk Xuan Yuan

Nezha poznaje historię łuku Xuanyuana, Żółtego Cesarza. Broń ta od tysiąca lat czeka na zbawcę świata, który będzie miał dość siły, by ją napiąć. Mały Nezha dokonuje tego. Wypuszczona przez niego strzała trafia do odległego pałacu króla Zhou. Wywołuje to poruszenie na królewskim dworze i w Chentang. Nezha mówi, że to on napiął łuk, ale nikt mu nie wierzy. Trafia za karę do ciemnicy, gdzie poznaje dziwnego zwierzaka Świnkomisia, który od tej pory mu towarzyszy.